# Microplitis similis
Microplitis similis är en stekelart som beskrevs av Lyle 1921. Microplitis similis ingår i släktet Microplitis och familjen bracksteklar. Inga underarter finns listade i Catalogue of Life.